# Rhodesiella boharti
Rhodesiella boharti är en tvåvingeart som beskrevs av Curtis W. Sabrosky 1946. Rhodesiella boharti ingår i släktet Rhodesiella och familjen fritflugor.
Artens utbredningsområde är Guam. Inga underarter finns listade i Catalogue of Life.